# VIS Sjene
VIS Sjene jedna je od prvih elektroničkih rock skupina iz Zagreba, zapravo po nekim pokazateljima prva, osnovana nekih mjesec dana prije Bijelih strijela. Sastav je bio poznat po sviranju (skidanju) repertoara,  tada vrlo popularnih Shadowsa. Sastav Sjene, imao je zapažene nastupe u Zagrebačkom Varijeteu, nakon toga nastupali su par sezona na svojoj klupskoj čagi (plesu) u ondašnjem klubu Medveščak (danas Gjuro 2).
Sastav je 1963. godine prestao djelovati, zbog poziva za služenje vojnog roka.

## Povijest sastava
Sastav se osniva 1961. godine i vjerojatno je prvi električarski sastav osnovan nekoliko tjedana prije Bezimenih i Bijelih strijela. Sva tri sastava dolaze iz zagrebačkog naselja Medveščak nadahnuti rock and rollom. Sjene su činili članovi; Igor Lepčin (solo gitara), Marijan Lepčin (ritam gitara, vokal), Guido Špigelski (druga gitara), Josip Rešetić (glasovir), Marijan Hippenreiter (bas-gitara), Marijan Perčinić (bubnjar), Saša Vukašinović (ritam gitara). U sastavu je jedno vrijeme gostovao pokojni pjevač Nikola Ploj, koji je također nastupao i s Robotima.
Pod imenom FBI (po američkoj obavještajnoj agenciji), svoje prve snimke zabilježili su u prostorijama mjesne zajednice Đuro Đaković, gdje su sa svojim vršnjacima razmjenjivali prva električarska iskustva tijekom 1960-ih. Kako u to vrijeme nije bilo poželjno nositi ime američke tajne službe, mijenjaju ime u Sjene, a ono samo govori da su bili potaknuti glazbom The Shadowsa i Cliffa Richardsa.
Tijekom 1962. i 1963. godine za Radio Zagreb snimili su niz skladbi poglavito instrumentala, i većinom iz repertoara svojih uzora: "Man of Mistery", "FBI", "Shindig", Shadoogie", "Dance on", "Wonderful Land", i druge. Nastupili su kao i drugi električari u jednoj od nezaobilaznih televizijskih emisija toga vremena Slavica i Mendo Mendović.
Sjene su vrlo kratko kao prvi hrvatski rockeri uživali u svojoj karijeri. Raspadaju se krajem 1963. te početkom 1964. godine kada je većina članova morala otići na odsluženje vojnoga roka. Iz tog vremena sačuvane su samo tri snimke; "Wonderful Land (instrumental Shadowsa), "Velika kuća" i "Plinska svjetiljka".

## Tonski zapisi
- nastupi u televizijskoj emisiji Mendo i Slavica, (Televizija Zagreb)
- 11 - 12 instrumentalnih snimaka, (Radio Zagreb)

## Vanjske poveznice
- Discogs.com - Sjene (diskografija)